# Bloodhounds of the North
Bloodhounds of the North é um filme mudo de curta-metragem norte-americano de 1913, do gênero drama, dirigido por Allan Dwan e estrelado por Murdock MacQuarrie, Pauline Bush e Lon Chaney.
O filme é atualmente considerado perdido.

## Elenco
- Murdock MacQuarrie
- Pauline Bush
- William Lloyd
- James Neill
- Lon Chaney
- Allan Forrest